# Johnny Cash
Johnny Cash (26 tháng 2 năm 1932 - 12 tháng 9 năm 2003) là một nhạc sĩ người Mỹ và là một trong số các nghệ sĩ có ảnh hưởng nhất của thế kỷ 20. Khởi điểm là một nghệ sĩ nhạc đồng quê, các bài hát và danh tiếng của ông lan sang nhiều thể loại khác gồm rock và rock and roll cũng như nhạc blues, nhạc dân gian và nhạc thánh ca.
Cash nổi tiếng với chất giọng bass-baritone riêng biệt và sâu, dàn phụ họa Tennessee Three, tính cách và các bộ quần áo tối màu. Vì các bộ quần áo tối màu này mà ông còn có tên là "Người mặc đồ đen". Trước khi bắt đầu buổi hòa nhạc, ông thường chào khán giả bằng câu "Xin chào, tôi là Jony Cash".
Nhiều bài hát của Cash, đặc biệt là vào cuối sự nghiệp, thường là những bài hát buồn bã đầy hối tiếc. Các bài hát danh tiếng bao gồm "I Walk the Line", "Folsom Prison Blues", "Ring of Fire", "Get Rhythm" và "Man in Black". Ông cũng thu âm nhiều bài hát hài hước như "One Piece at a Time" và "A Boy Named Sue", song ca với June Carter trong bài "Jackson", cũng nhưu các bài hát về ngành đường sắt như "Hey Porter" và "Rock Island Line."

### Hình ảnh ngoài pháp luật

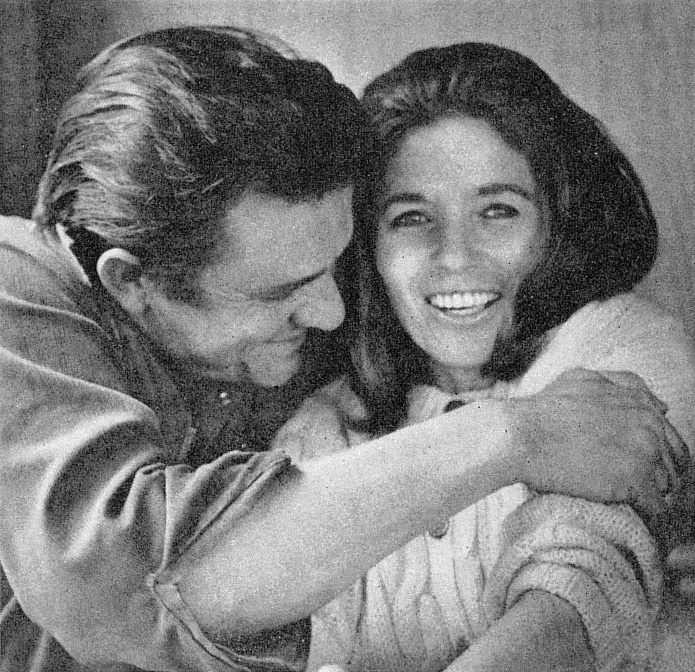
Johnny Cash và vợ kế, June Carter

## Cuộc đời